# Saint-Barnabé-Sud
Saint-Barnabé-Sud är en kommun i provinsen Québec i Kanada. Den ligger i regionen Montérégie, i den sydöstra delen av landet, 220 km öster om huvudstaden Ottawa.